# Peter Kracht

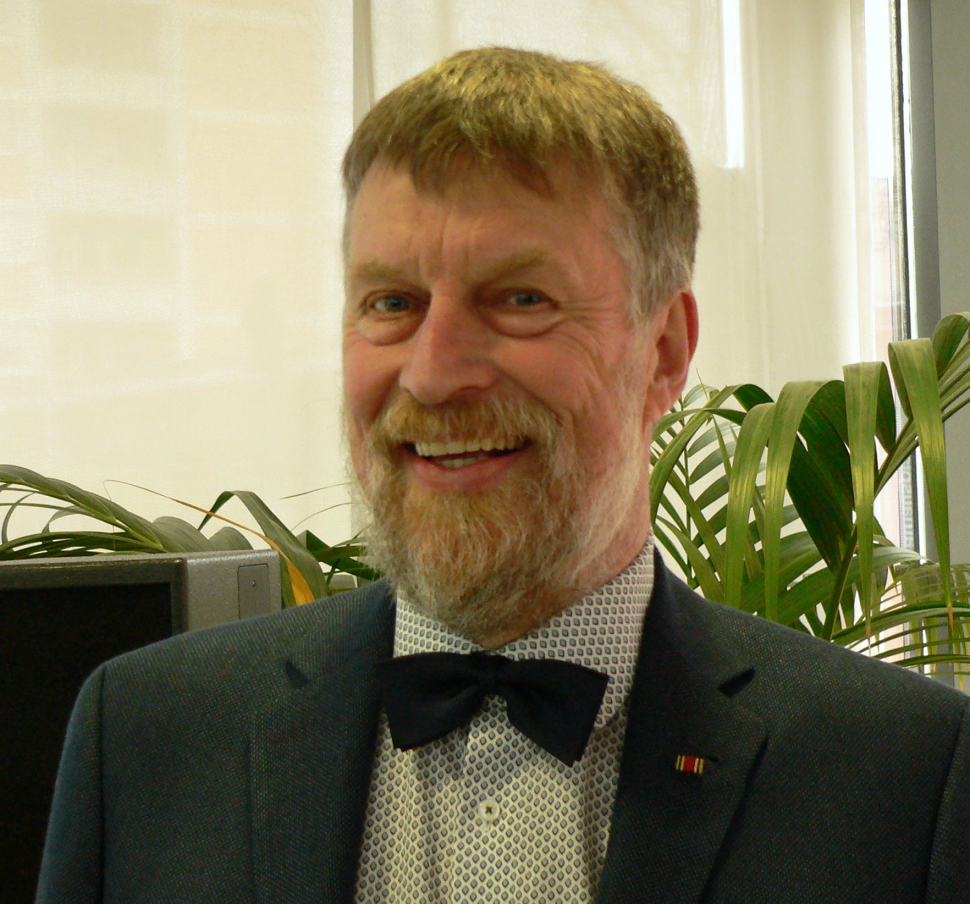
Peter Kracht, 2019

Peter Kracht (* 6. Mai 1956 in Unna; † 12. April 2022 ebenda) war ein deutscher Journalist und Historiker.

## Leben
Kracht studierte von 1976 bis 1982 an der Ruhr-Universität in Bochum, 1989 wurde er mit einer Arbeit zu antiken Handelsbeziehungen (Alte Geschichte) promoviert. Nach langjähriger Tätigkeit als Redakteur einer Tageszeitung (Hellweger Anzeiger) war er freier Journalist und Autor.
Kracht war Leiter der Fachstelle Geschichte im Westfälischen Heimatbund, seit 2003 Hauptfachreferent für Kultur des Sauerländischen Gebirgsvereins, seit 2005 Verbandskulturwart des Deutschen Wanderverbandes und Kreisheimatpfleger im Kreis Unna. Als Redakteur betreute er den Heimatkalender Kreis Soest und ab dem Jahrgang 2005 das Jahrbuch Westfalen. Ab 2014 war er Ortsvorsteher in Unna-Massen, gründete das Geschichtsforum Massen   
und führte den jährlichen Schnadegang ein.
2015 wurde er ins Deutsche Nationalkomitee für Denkmalschutz berufen.
Peter Kracht lebte mit seiner Familie in Unna-Massen.